# دراغان كوفيتش
دراغان كوفيتش Dragan Čović (تلفظ [drǎgan t͡ʃǒ:ʋit͡ɕ]؛ ولد في 20 أغسطس 1956). حاصل على دكتوراه في الهندسة الميكانيكية، أستاذ جامعي، وسياسي من كروات البوسنة وزعيم حزب الاتحاد الديمقراطي الكرواتي للبوسنة والهرسك الحزب عضو مجلس الرئاسة البوسني لجمهورية البوسنة والهرسك ورئيسه الدوري حاليا.

## سيرته الذاتية
ولد دراغان كوفيتش في موستار. تلقى دراسته الأولية في المدرسة الابتدائية ثم في المدرسة الثانوية الفنية في مدينة موستار في تخصص الهندسة الميكانيكية، وتخرج فيها عام 1975. بعد المدرسة الثانوية التحق بكلية الهندسة في جامعة زيمال بيديتش موستار في موستار، وتخرج فيها في عام 1979 مهندسا ميكانيكيا. في عام 1980 بدأ العمل كموظف في شركة سوكو (SOKO) في موستار، حيث عمل في قسمي التكنولوجيا والسيطرة. في الفترة من 1986-1992 تولى عددا من المناصب الإدارية المختلفة، مثل مدير وحدة الأعمال التجارية، ومديرا للإنتاج ونائب الرئيس للتصنيع. حصل كوفيتش على درجة الماجستير في عام 1989 من كلية الهندسة في موستار، وفي الفترة من 1989-1991 درس الإدارة في كلية الاقتصاد في جامعة سراييفو. وفي الفترة من 1992-1998 كان المدير العام لشركة SOKO. حصل على درجة الدكتوراه من جامعة موستار في عام 1996.
من 1994-1996 قام بتدريس الاقتصاد وتنظيم الإنتاج كمساعد أول في كلية الهندسة في موستار، وبعد ذلك رقي إلى أستاذ مساعد وقام بتدريس تطوير نظم الإنتاج. بعد أربع سنوات، أصبح أستاذا مشاركا، وفي عام 2004 أصبح أستاذا في جامعة موستار. كان يعمل في كلية الاقتصاد في موستار، في الدراسات الأولية والدراسات العليا. كما أصبح في عام 2007 أستاذا في جامعة الفلسفة في موستار.

### حياته السياسية
انضم كوفيتش في عام 1994 إلى حزب الاتحاد الديمقراطي الكرواتي للبوسنة والهرسك (حزب الاتحاد الديمقراطي الكرواتي). بعد ذلك بعامين، أصبح عضوا في لجنة الكانتونات ضمن حزب الاتحاد الديمقراطي الكرواتي، وفي عام 1997 أصبح رئيسا للجنة مدينة موستار في حزب الاتحاد الديمقراطي الكرواتي. وبعد ذلك بعام، أصبح نائبا لرئيس حزب الاتحاد الديمقراطي الكرواتي، وفي عام 2005 انتخب رئيسا للحزب. تولى كوفيتش في الفترة من 1998-2001 منصبي نائب رئيس الوزراء ووزير المالية في حكومة اتحاد البوسنة والهرسك.
في الانتخابات العامة في عام 2002 انتخب عضوا في مجلس الرئاسة البوسني حاصلا على 114606 صوتا. وكان عضوا الرئاسة حتى 29 مارس 2005، عندما أبعده الممثل السامي للبوسنة والهرسك، بادي أشداون عن منصبه، لإساءة استخدام السلطة والمنصب. وفي نوفمبر 2006 حكم على كوفيتش بالسجن لمدة خمس سنوات لإعفاءه شركة Lijanović من دفع الضرائب على استيراد اللحوم. وقد ناشد هو ومجلس البوسنة والهرسك رفض الحكم لادعائهم بعدم كفاءة محكمة البوسنة والهرسك. وفي عام 2009، اتهم كوفيتش بإنفاقه الأموال العامة لشراء منازل خاصة لبعض الناس. وفي أبريل 2010، جرت تبرئته من التهم المسندة اليه. وفي 14 مايو 2010، قامت محكمة في اقليم الهرسك-نيريتفا (HNC) بتأكيد لائحة اتهام ثالثة لكوفيتش وستة أشخاص آخرين معه، وهذه المرة لإساءة استخدامه السلطة والمنصب. واتهم هو وغيره من أعضاء لجنة الاتصالات والبريد الكرواتية (HPT) بنقل دين قيمته حوالي 4.7 مليونا من «العلامات القابلة للتحويل» من وزارة الدفاع (غير الموجودة) في مجلس الدفاع الكرواتي إلى ثلاث شركات خاصة.
وقد أصبحت تلك الشركات الثلاث بفضل تلقيها هذا الدين مالكة للأسهم في ERONET، وهو قسم الاتصالات الأكثر ربحية في الاتصالات والبريد الكرواتية (HPT). في ذلك الوقت، كان كوفيتش وزير المالية الاتحادي ورئيس اللجنة التوجيهية في (HPT). طلبت محكمة HNC إحالة هذه القضية أمام محكمة البوسنة والهرسك، ولكن قررت المحكمة العليا للاتحاد أن القضية يجب أن تنظر في موستار. وبرئ كوفيتش في أيار/مايو 2012.
في مايو 2011 أصبح عضوا في مجلس شعوب البوسنة والهرسك وفي فبراير 2012 عين رئيس مجلس الشعب. في الانتخابات العامة في عام 2014. كعضو الاتحاد الديمقراطي الكرواتي للبوسنة والهرسك (الاتحاد الديمقراطي الكرواتي البوسنة والهرسك)، انتخب بنسبة 52.20% من الأصوات عضوا في مجلس الرئاسة في البوسنة والهرسك.